# Giorgio Covi
Giorgio Covi (Milano, 15 settembre 1923 – Milano, 23 settembre 2005) è stato un politico italiano.

## Biografia
Laureato in giurisprudenza, esercita la professione di avvocato. Esponente milanese del Partito Repubblicano Italiano, viene eletto senatore della Repubblica nel 1983, confermando il proprio seggio anche alle elezioni politiche del 1987 e del 1992; nelle ultime due legislature è vicecapogruppo del PRI al Senato. Conclude il proprio mandato parlamentare nel 1994.
Successivamente è presidente della Fondazione Poldi Pezzoli di Milano.
Muore il 23 settembre del 2005, alcuni giorni dopo aver compiuto 82 anni.